# Vòng loại Giải vô địch bóng đá nữ U-17 Bắc, Trung Mỹ và Caribe 2012
Vòng loại Giải vô địch bóng đá nữ U-17 Bắc, Trung Mỹ và Caribe 2012 diễn ra từ tháng 8 tới tháng 12 năm 2011 nhằm tìm ra các đội tuyển tham dự vòng chung kết tại Guatemala. Ba đội tuyển Canada, Hoa Kỳ và México được đặc cách vào thẳng vòng chung kết.

## Vòng loại Caribe

### Vòng một Caribe

#### Bảng A
| Đội                | Tr | T | H | B | BT | BB | HS  | Đ |
| ------------------ | -- | - | - | - | -- | -- | --- | - |
| Bahamas            | 2  | 2 | 0 | 0 | 12 | 0  | +12 | 6 |
| Bermuda            | 2  | 1 | 0 | 1 | 5  | 2  | +3  | 3 |
| Antigua và Barbuda | 2  | 0 | 0 | 2 | 0  | 15 | −15 | 0 |

| 14 tháng 8 năm 2011 | Bahamas                                                                                                 | 10–0 | Antigua và Barbuda | Trung tâm Quốc gia BFA, Nassau                            |  |
| 09:00               | Ingraham 5', 16', 30', 41', 75' · Green 22' · Smith 39' · Haven 49' · Thompson 77' · Carbin-Green 90+4' |      |                    | Lượng khán giả: 650 Trọng tài: Cardella Samuels (Jamaica) |  |

| 16 tháng 8 năm 2011 | Antigua và Barbuda | 0–5 | Bermuda                       | Trung tâm Quốc gia BFA, Nassau                                     |  |
|                     |                    |     | Smith 32', 63', 66', 68', 89' | Lượng khán giả: 100 Trọng tài: Sabina Charles-Kirton (Saint Lucia) |  |

| 18 tháng 8 năm 2011 | Bahamas           | 2–0 | Bermuda | Trung tâm Quốc gia BFA, Nassau                            |  |
|                     | Saunders 51', 75' |     |         | Lượng khán giả: 200 Trọng tài: Cardella Samuels (Jamaica) |  |

#### Bảng B
| Đội                  | Tr | T | H | B | BT | BB | HS  | Đ  |
| -------------------- | -- | - | - | - | -- | -- | --- | -- |
| Trinidad và Tobago   | 4  | 4 | 0 | 0 | 46 | 0  | +46 | 12 |
| Dominica             | 4  | 2 | 0 | 2 | 7  | 18 | -11 | 6  |
| Saint Kitts và Nevis | 4  | 0 | 0 | 4 | 0  | 35 | −35 | 0  |

| 14 tháng 9 năm 2011 | Trinidad và Tobago | 13–0 | Dominica | Sân vận động Larry Gomes, Malabar                                  |  |
|                     | Walker 8', 68' · Debesette 16', 19', 37', 56' · Guerra 22' · Guiseppi 30', 81' · Simmons 54', 83' · Swift 76' · Garcia 86' |      |          | Lượng khán giả: 300 Trọng tài: Sabina Charles-Kirton (Saint Lucia) |  |

| 18 tháng 9 năm 2011 | Dominica | 0–5 | Trinidad và Tobago                                      | Windsor Park, Roseau                                      |  |
|                     |          |     | Walker 5' · Debesette 15', 17', 89' · Swift 22' (ph.đ.) | Lượng khán giả: 250 Trọng tài: Cardella Samuels (Jamaica) |  |

| 25 tháng 9 năm 2011 | Dominica                                                  | 5–0 | Saint Kitts và Nevis | Windsor Park, Roseau                                         |  |
|                     | Bertrand 5', 29' · Bertrand 7' · Maximia 13' · Xavier 75' |     |                      | Lượng khán giả: 200 Trọng tài: Gillian Martindale (Barbados) |  |

| 28 tháng 9 năm 2011 | Saint Kitts và Nevis | 0–2 | Dominica                  | Warner Park Sporting Complex, Basseterre                 |  |
| 08:00               |                      |     | Seraphin 45' · Philip 90' | Lượng khán giả: 500 Trọng tài: Deborah Zebeda (Suriname) |  |

| 2 tháng 10 năm 2011 | Saint Kitts và Nevis | 0–11 | Trinidad và Tobago                                                                                          | Warner Park Sporting Complex, Basseterre                      |  |
|                     |                      |      | Warrick 1', 19' · Asson 5' · Swift 23', 50', 67' · Swift 43' · Debesette 55', 74', 76' (ph.đ.), 87' (ph.đ.) | Lượng khán giả: 500 Trọng tài: Dianne Ferreira-James (Guyana) |  |

| 5 tháng 10 năm 2011 | Trinidad và Tobago | 17–0 | Saint Kitts và Nevis | Warner Park Sporting Complex, Basseterre                           |  |
|                     | Walker 3', 4', 12', 14', 51', 59', 76' · Debesette 17', 22', 37', 44', 48' · Guiseppi 19' · Swift 31', 85' · Forbes 49' (l.n.) · Swift 68' |      |                      | Lượng khán giả: 100 Trọng tài: Sabina Charles-Kirton (Saint Lucia) |  |

#### Bảng C
| Đội      | Tr | T | H | B | BT | BB | HS | Đ |
| -------- | -- | - | - | - | -- | -- | -- | - |
| Guyana   | 2  | 1 | 1 | 0 | 3  | 1  | +2 | 4 |
| Anguilla | 2  | 1 | 0 | 1 | 2  | 3  | -1 | 3 |
| Curaçao  | 2  | 0 | 1 | 1 | 2  | 3  | −1 | 1 |

| 17 tháng 8 năm 2011 | Guyana      | 1–1 | Curaçao    | Sân vận động Providence, Providence                          |  |
| 02:00               | Vaughan 52' |     | Statia 37' | Lượng khán giả: 100 Trọng tài: Gillian Martindale (Barbados) |  |

| 19 tháng 8 năm 2011 | Curaçao    | 1–2 | Anguilla                 | Sân vận động Providence, Providence                      |  |
| 02:00               | Stroop 64' |     | Jonhson 56' · Romney 70' | Lượng khán giả: 100 Trọng tài: Deborah Zebeda (Suriname) |  |

| 21 tháng 8 năm 2011 | Guyana                   | 2–0 | Anguilla | Sân vận động Providence, Providence                          |  |
| 02:00               | Primus 38' · Vaughan 61' |     |          | Lượng khán giả: 300 Trọng tài: Gillian Martindale (Barbados) |  |

#### Bảng D
| Đội               | Tr | T | H | B | BT | BB | HS  | Đ |
| ----------------- | -- | - | - | - | -- | -- | --- | - |
| Jamaica           | 2  | 2 | 0 | 0 | 12 | 0  | +12 | 6 |
| Cộng hòa Dominica | 2  | 1 | 0 | 1 | 7  | 3  | +4  | 3 |
| Aruba             | 2  | 0 | 0 | 2 | 0  | 16 | −16 | 0 |

| 25 tháng 8 năm 2011 | Jamaica                                                                         | 9–0 | Aruba | Estadio Panamericano, San Cristóbal                          |  |
| 02:30               | Shirley 2', 30', 47' · Bailey 39' · Thompson 43', 54', 60' · Broderick 65', 68' |     |       | Lượng khán giả: 50 Trọng tài: Dianne Ferreira-James (Guyana) |  |

| 26 tháng 8 năm 2011 | Cộng hòa Dominica                                                                                           | 7–0 | Aruba | Estadio Panamericano, San Cristóbal                                |  |
| 07:30               | Claudio 34', 88' · Chala de la Rosa 41' · Alcantara 44' · Pena 63' (ph.đ.) · Reyes 65' · Luitjes 69' (l.n.) |     |       | Lượng khán giả: 150 Trọng tài: Shane De Silva (Trinidad và Tobago) |  |

| 28 tháng 8 năm 2011 | Cộng hòa Dominica | 0–3 | Jamaica                           | Estadio Panamericano, San Cristóbal                           |  |
| 07:30               |                   |     | Broderick 46', 75' · Bailey 90+3' | Lượng khán giả: 150 Trọng tài: Dianne Ferreira-James (Guyana) |  |

### Vòng hai Caribe
Ba đội đầu bảng lọt vào vòng chung kết.
| Đội                | Tr | T | H | B | BT | BB | HS  | Đ |
| ------------------ | -- | - | - | - | -- | -- | --- | - |
| Trinidad và Tobago | 3  | 3 | 0 | 0 | 12 | 0  | +12 | 9 |
| Jamaica            | 3  | 2 | 0 | 1 | 7  | 1  | +6  | 6 |
| Bahamas            | 3  | 1 | 0 | 2 | 1  | 5  | −4  | 3 |
| Guyana             | 3  | 0 | 0 | 3 | 0  | 14 | −14 | 0 |

| 29 tháng 11 năm 2011 | Guyana | 0–8 | Trinidad và Tobago                                                     | Anthony Spaulding Sports Complex, Kingston                   |  |
| 08:00                |        |     | Asson 2' · Simmons 9', 43', 88', 89' · Walker 17' · Debesette 47', 71' | Lượng khán giả: 500 Trọng tài: Gillian Martindale (Barbados) |  |

| 29 tháng 11 năm 2011 | Jamaica                | 2–0 | Bahamas | Anthony Spaulding Sports Complex, Kingston               |  |
|                      | Thompson 8' · Shaw 89' |     |         | Lượng khán giả: 2200 Trọng tài: Irazema Aguillera (Cuba) |  |

| 1 tháng 12 năm 2011 | Trinidad và Tobago                | 3–0 | Bahamas | Anthony Spaulding Sports Complex, Kingston               |  |
| 08:00               | Warrick 4', 90+3' · Debesette 13' |     |         | Lượng khán giả: 400 Trọng tài: Deborah Zebeda (Suriname) |  |

| 1 tháng 12 năm 2011 | Jamaica                                             | 5–0 | Guyana | Anthony Spaulding Sports Complex, Kingston                          |  |
|                     | Bailey 35', 80', 85' · Robinson 43' · Broderick 72' |     |        | Lượng khán giả: 1200 Trọng tài: Sabina Charles-Kirton (Saint Lucia) |  |

| 3 tháng 12 năm 2011 | Bahamas       | 1–0 | Guyana | Sân vận động Harbour View, Harbour View                 |  |
| 08:00               | McCartney 43' |     |        | Lượng khán giả: 200 Trọng tài: Irazema Aguillera (Cuba) |  |

| 3 tháng 12 năm 2011 | Jamaica | 0–1 | Trinidad và Tobago | Sân vận động Harbour View, Harbour View                       |  |
|                     |         |     | Simmons 65'        | Lượng khán giả: 2100 Trọng tài: Gillian Martindale (Barbados) |  |

## Vòng loại Trung Mỹ
| Đội 1      | TTS | Đội 2       | Lượt đi | Lượt về |
| ---------- | --- | ----------- | ------- | ------- |
| Costa Rica | 2-0 | El Salvador | 2-0     | 0-0     |
| Nicaragua  | 1-8 | Panama      | 0-6     | 1-2     |

## Lượt đi
| 23 tháng 11 năm 2011 | Panama                                                          | 6–0 | Nicaragua | Estadio Luis Ernesto Cascarita Tapia, Ciudad de Panamá   |  |
| 09:00                | Sanjur 7' · De Leon 15' · Garcia 27' · Riley 58' · Cox 59', 62' |     |           | Lượng khán giả: 278 Trọng tài: Yesli Rivas (El Salvador) |  |

| 23 tháng 11 năm 2011 | Costa Rica             | 2–0 | El Salvador | Estadio Eladio Rosabal Cordero, Heredia                     |  |
| 09:00                | Duran 43' (ph.đ.), 63' |     |             | Lượng khán giả: 596 Trọng tài: Alicia Villatoro (Guatemala) |  |

## Lượt về
| 26 tháng 11 năm 2011 | El Salvador | 0–0 | Costa Rica | Estadio Cuscatlán, San Salvador                          |  |
| 08:00                |             |     |            | Lượng khán giả: 189 Trọng tài: Alondra Arellano (México) |  |

| 27 tháng 11 năm 2011 | Nicaragua  | 1–2 | Panama              | Estadio Nacional de Fútbol, Managua                        |  |
| 04:00                | Flores 81' |     | Riley 22' · Cox 71' | Lượng khán giả: 117 Trọng tài: Maria Castillo (Costa Rica) |  |

### Vòng hai
| Đội 1  | TTS | Đội 2      | Lượt đi | Lượt về |
| ------ | --- | ---------- | ------- | ------- |
| Panama | 3-1 | Costa Rica | 1-0     | 2-1     |

## Lượt đi
| 7 tháng 12 năm 2011 | Panama    | 1–0 | Costa Rica | Estadio San Cristóbal, Ciudad de David                      |  |
| 09:00               | Riley 87' |     |            | Lượng khán giả: 203 Trọng tài: Alicia Villatoro (Guatemala) |  |

## Lượt về
| 10 tháng 12 năm 2011 | Costa Rica | 1–2 | Panama                 | Estadio Municipal Otto Ureña Fallas, San Isidro de El General |  |
| 09:00                | Duran 23'  |     | Sanjur 18' · Riley 80' | Lượng khán giả: 476 Trọng tài: Yesli Rivas (El Salvador)      |  |

- Panama giành quyền tham dự Giải vô địch bóng đá nữ U-17 Bắc, Trung Mỹ và Caribe 2012.